# 회남 (전한)
회남(淮南, 기원전 203년 ~ 기원전 122년)은 중국 전한의 제후왕국이다. 최대 영역은 안후이성·장시성·후베이성에 걸쳐 있었으나, 나중에 구강군만으로 영역이 축소되었다. 서울은 육(오늘날의 루안 시), 수춘(오늘날의 서우 현)이다.

## 개요
항우가 세운 열여덟 제후왕국 중 영포의 구강(九江)나라가 전신이다. 기원전 205년, 영포는 한왕이 보낸 수하의 설득을 받아 초나라에서 한나라로 돌아섰고, 초나라의 공격을 받아 나라를 잃고 한왕에게 망명했다. 한왕이 영포를 회남왕으로 봉하면서 회남이라는 국명이 만들어졌다. 기원전 202년, 회남왕 영포와 유고가 옛 구강나라 영역으로 침입해 이 일대를 주관하는 주은을 한나라로 포섭했고 한왕과 합류해 항우를 멸망시켰다(해하 전투). 영포는 다른 일곱 왕들과 함께 한왕을 황제로 추대했고, 한왕에게서 구강군·형산군·여강군·예장군을 하사받아 회남나라의 실체가 형성됐다. 영포의 회남나라의 서울은 구강군 육현으로, 구강군이 내사지가 된다.
기원전 196년, 회남왕 영포는 반란을 일으키고, 형나라를 공격해 형왕 유고를 죽이고 형나라를 병합해 군대를 모조리 빼앗았으며, 초나라까지도 무찔러 원왕을 설현(현 짜오좡 시 텅저우 시)으로 도주하게 했다. 그러나 추에서 고조와 싸워 지고 파양으로 달아났다 처남 장사성왕의 꾀에 빠져 농민에게 죽었다. 고조는 영포가 모반을 일으키자 어린 아들 회남여왕 유장을 영포 대신 회남왕으로 삼았고, 여왕은 수춘을 서울로 삼았다.
기원전 174년, 여왕의 반란 모의가 들통나 여왕은 촉으로 유배 가는 길에 자결했고 회남나라는 폐해졌다. 여왕의 네 아들들은 기원전 172년에 복권돼 맏아들 유안은 부릉후에, 둘째아들 유발은 안양후, 셋째아들 유사는 양주후, 막내아들 유량은 동성후에 봉해졌다.
기원전 168년, 문제가 회남나라를 부활시키고 성양공왕을 성양나라에서 옮겨와 왕노릇 하게 했다.
기원전 164년, 문제가 회남나라를 나눠 여왕의 세 아들에게 주니, 옛 회남나라의 내사지만이 회남나라가 돼 여왕의 맏아들 부릉후 유안이 왕노릇했다. 형산군은 안양후 유발의 나라가 됐고, 여강군과 예장군은 유사의 나라가 됐다. 동성후는 이미 죽었기에 왕위를 받지 못했다. 성양공왕은 성양나라로 돌아갔다.
기원전 154년, 오초칠국의 난이 일어났을 때, 회남왕 유안도 난에 동참하고자 했다. 그러나 승상이 독단으로 조정 편에 섰고, 또 조정의 구원군을 받았기에 왕국은 무사했다.
기원전 121년, 회남왕 유안의 모반 계획이 들통나 유안은 자살하고 봉국은 폐해져 구강군이 됐다.

## 장관

### 회남상국
- 주건(영포 시기)
- 장창(기원전 195년 ~ 기원전 194년)

### 회남승상
- 장창(기원전 194년 ~ 기원전 181년)
- 장석지(기원전 155년 ~ ?)

## 같이 보기
- 회남왕